# Carl-Birger Kvikant
Carl Birger Valdemar Kvikant, född 30 juni 1912 i Gamlakarleby, död 17 juni 1944 i Perkjärvi, var en finländsk lärare.
Kvikant var filosofie kandidat och lärare i historia och modersmålet vid svenska privatskolan i Uleåborg. Inom det militära blev han kapten 1942 och var under fortsättningskriget chef för ett stormkanonkompani vid Ruben Lagus pansardivision då han den 16 juni 1944 sårades dödligt vid Perkjärvi. Han tilldelades den 26 juni 1944 Mannerheimkorset postumt för sina insatser i motanfallet vid Kuuterselkä den 14–15 juni 1944. Han begravdes i Gamlakarleby.